# Фармаковский, Борис Владимирович
Борис Владимирович Фармаковский (31 января [12 февраля] 1870, Вятка — 29 июля 1928, Парголово близ Ленинграда) — российский историк искусства и археолог, историк античности. Специалист в области античной археологии и античного искусства. Член-корреспондент Петербургской академии наук (1914). В начале XX века произвёл большие раскопки древнегреческой Ольвии.

## Биография
Родился 31 января (12 февраля) 1870 года в Вятке, в семье педагога В. И. Фармаковского. Позже в Симбирске его отец работал под непосредственным началом И. Н. Ульянова, а сам Борис был школьным товарищем Ленина — до 1881 года, когда отца перевели в Оренбургскую губернию.
Позже, в связи со службой отца Борис Фармаковский оказался в Одессе, где, окончив Ришельевскую гимназию, поступил в 1888 году на историко-филологический факультет Новороссийского университета. В 1892 году окончил университет и был оставлен для подготовки к профессорскому званию по кафедре истории искусств. Жил в Инвалидном переулке.
В 1893 году был избран членом-сотрудником Одесского общества истории и древностей. В том же году по ходатайству университета был командирован на три года за границу, учился у В. Дерпфельда.
В 1895 году вернулся в Россию.
В 1896 году по поручению Археологической комиссии проводит раскопки на некрополе Ольвии и на острове Березань.
В 1897 году преподавал в 6-й гимназии Санкт-Петербурга.
В 1898—1900 гг. — учёный секретарь Русского археологического института в Константинополе. Участвовал в раскопках близ Патели (в Македонии).
С 1901 года — член Императорской археологической комиссии.
С 1901 по 1915 г. и с 1924 по 1926 г. под его началом проводились систематические раскопки Ольвии, которой посвящены большей частью работы его в «Известиях Императорской Археологической Комиссии». Его раскопки там называют образцовыми. Он установил основную территорию города, систему планировки и обороны, устройство построек. Также вёл археологические исследования в Киеве (1908, 1909), Евпатории (1916—1917), Керчи и др.
В 1902 году в Новороссийском университете защитил магистерскую диссертацию «Аттическая вазовая живопись и её отношение к искусству монументальному в эпоху непосредственно после греко-персидских воин» и получил степень магистра теории и истории искусств. С 1904 года был профессором Петербургского историко-филологического института. С 1905 года — приват-доцент, с 1919 года профессор Петроградского университета. С 1910 года — профессор на Бестужевских курсах. С 1917 года — профессор Петроградского археологического института. Преподавал также на высших курсах Раева.
Член Императорского Русского археологического общества, его учёный секретарь (1906—1919). Член Германского археологического института (1911, членкор 1905).
В 1914 году избран членом-корреспондентом Петербургской академии наук (с 1917 г. РАН, с 1925 г. АН СССР).
Один из основателей РАИМК-ГАИМК, его действительный член (1918) и ученый секретарь (1921—1928). С 1924 года в Эрмитаже хранитель древностей из Ольвии.
Жена — Татьяна Ивановна.
Умер 29 июля 1928 года в Парголово. Похоронен на Шуваловском кладбище Санкт-Петербурга.

Могила Фармаковского на Шуваловском кладбище Санкт-Петербурга.

Автор 82 научных публикаций.

## Письмо тотемами
Одна из наиболее загадочных историй, связанных с именем В. И. Ленина, это история так называемого «письма тотемами», которое представляет собой ряд внешне несвязанных друг с другом рисунков, выполненных на бересте.
Авторство данного «письма» приписывается 12-летнему Володе Ульянову, который передал его в 1882 году Боре Фармаковскому.
Оригинал «письма» в настоящее время хранится в российском государственном архиве социально-политической истории (РГАСПИ).
В 2018 году в издательстве «Молодая гвардия» вышла книга современного биографа Ленина, Льва Александровича Данилкина, «Ленин. Письмо тотемами».